# Iso Kumpusaari (ö i Norra Savolax, Norra Savolax)
Iso Kumpusaari är en ö i Finland. Den ligger i sjön Sälevä och i kommunen Lapinlax i den ekonomiska regionen  Övre Savolax ekonomiska region  och landskapet Norra Savolax, i den centrala delen av landet, 400 km norr om huvudstaden Helsingfors. Öns area är 3,4 hektar och dess största längd är 400 meter i nord-sydlig riktning.